# Hans von Ohain
Hans Joachim Pabst von Ohain (14 tháng 12 năm 1911 - 13 tháng 3 năm 1998) là một giáo sư vật lý ứng dụng, kỹ sư, nhà thiết kế người Đức. Ông được biết tới là một trong người thiết kế động cơ phản lực hoạt động đầu tiên. Người còn lại là Sir Frank Whittle, một sĩ quan kỹ thuật người Anh. Thiết kế đầu tiên của ông chạy vào tháng 3 năm 1937 và đó là một trong những động cơ của ông cung cấp cho máy bay phản lực toàn bộ đầu tiên trên thế giới, nguyên mẫu của Heinkel He 178 (He 178 V1) vào cuối tháng 8 năm 1939. Mặc cho những thành công ban đầu này, các thiết kế khác của Đức nhanh chóng làm lu mờ Ohain, và không có thiết kế động cơ nào của ông được đưa vào sử dụng rộng rãi trong sản xuất hoặc vận hành.